# فرودگاه نیو استویاهوک
 فرودگاه نیو استویاهوک (به انگلیسی: New Stuyahok Airport) یک فرودگاه همگانی بهره‌برداری هوایی با کد یاتا KNW است که یک باند فرود شن دارد و طول باند آن ۱۰۰۰ متر است. این فرودگاه در کشور ایالات متحده آمریکا قرار دارد و در ارتفاع ۱۱۱ متری از سطح دریا واقع شده است.